# Sociedad Protectora de la Mujer
Sociedad Protectora de la Mujer var en mexikansk kvinnoorganisation, grundad 1904. 
Den var Mexikos första kvinnoorganisation som aktivt verkade för kvinnors rättigheter. Den utgav den feministiska tidningen "La Mujer Mexicana".